# Roberto Saviano: uno scrittore sotto scorta
Roberto Saviano: uno scrittore sotto scorta è un mediometraggio italiano del 2016 diretto da Pif e incentrato sulla vita del giornalista e scrittore Roberto Saviano.

## Trama
Nel 2016 lo scrittore Roberto Saviano viene intervistato e accompagnato durante i suoi spostamenti segreti da Pif. Durante l'opera vediamo la sua vita stravolta dopo il 2006 (anno di uscita del suo libro Gomorra) a causa delle minacce mafiose. Assistiamo a tutti i problemi legati alla sicurezza della sua persona e all'immagine che gli viene richiesta da parte dell'opinione pubblica.

## Distribuzione
Dopo una prima messa in onda nel 2016 su Rai 3 (con uno share dell'8.3% pari a 1.433.000 telespettatori) il film è stato portato, nel 2018, sulla piattaforma Netflix.
Il film è conosciuto anche con il titolo inglese Roberto Saviano: Writing Under Police Protection.